# Pseudobulweria becki
Pseudobulweria becki е вид птица от семейство Procellariidae. Видът е критично застрашен от изчезване.

## Разпространение
Видът е разпространен в Папуа Нова Гвинея и Соломоновите острови.